# Pinus bungeana
Pinus bungeana, el pino chino de Bunges, o pino plateado es una especie de la familia de las pináceas.

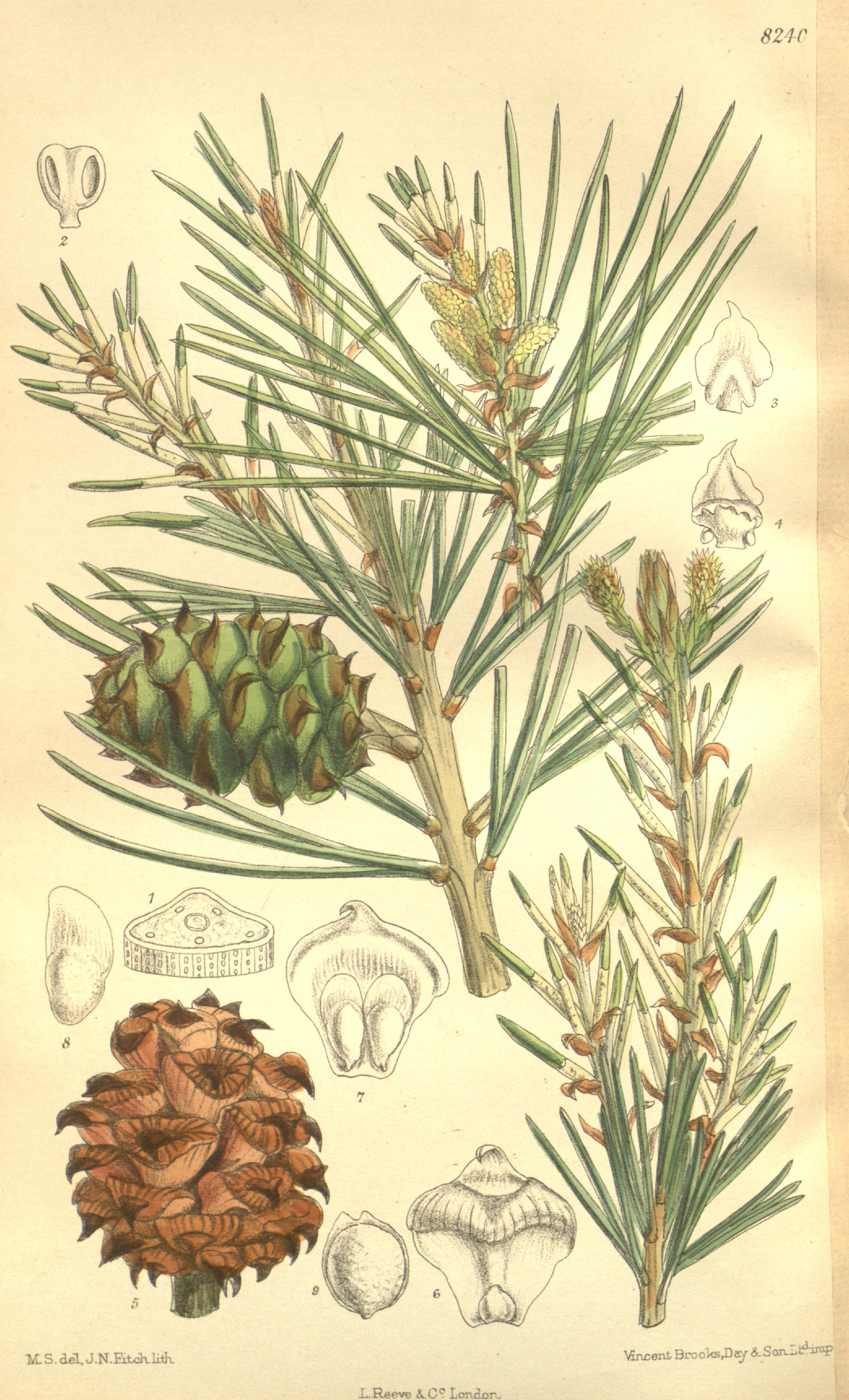
Ilustración

## Descripción
Este pino puede alcanzar 30 m de alto en estado natural, pero menos en cultivo. Se ramifica casi desde el nivel del suelo y se puede formar como un arbusto grande con muchos troncos. Su lisa corteza se descama y deja un bonito mosaico de colores. Tiene agujas verde oscuro de 8 cm de largo en tríos y pequeñas piñas redondeadas marrón claro que nacen aisladamente o por parejas. Tolera el frío y calor extremos.

## Distribución
Se encuentra en China, donde es endémico.

## Usos
Se utiliza como planta ornamental en el este asiático como clásico del jardín donde simboliza la longevidad.

## Taxonomía
Pinus bungeana fue descrita por Zucc. ex Endl.  y publicado en Synopsis Coniferarum 166. 1847.
Etimología
Pinus: nombre genérico dado en latín al pino.
bungeana: epíteto otorgado en honor del botánico alemán Alexander von Bunge.
Sinonimia
- Pinus excorticata Lindl. & Gordon[4][5]